# Barreyre Lake
Barreyre Lake är en sjö i Kanada.   Den ligger i provinsen Alberta, i den centrala delen av landet, 2 700 km väster om huvudstaden Ottawa. Barreyre Lake ligger 544 meter över havet. Arean är 1,0 kvadratkilometer. Den sträcker sig 1,7 kilometer i nord-sydlig riktning, och 2,3 kilometer i öst-västlig riktning.
Trakten runt Barreyre Lake består till största delen av jordbruksmark. Trakten runt Barreyre Lake är nära nog obefolkad, med mindre än två invånare per kvadratkilometer.